# 薩凡納鎮區 (伊利諾伊州卡羅爾縣)
薩凡納鎮區（英語：Savanna Township）是位於美國伊利諾伊州卡洛爾縣的一個行政鎮區。

## 地方資料
根據2010年美國人口普查的數據，薩凡納鎮區的面積為54.20平方千米，當中陸地面積為34.60平方千米，而水域面積為19.60平方千米。當地共有人口394人，而人口密度為每平方千米7.27人。